# Romain Baron
Romain Baron (1898-1985) var en fransk historiker, litteraturprofessor og forfatter født i Remilly og død i Nevers (begge i Bourgogne).
Han har skrevet om sin deltagelse i 1. verdenskrig og en række lokalhistoriske essays.
På hans fødehjem hænger siden 1989 en mindeplade om Baron.
Han skrev "Les Carnets de guerre: 1917/1918" (krigs dagboger: 1917/1918)stiftede hos Centre Departemental de documentation pedagogique forlag i 1988.